# Albin Engholm
Carl Albin Engholm, född 3 juli 1991 i Stockholm, är en svensk innebandymålvakt.
Han spelade tidigare i Storvreta IBK dit han värvades 2010 från RIG Umeå IBF. Sedan säsongen 2016 spelar han för AIK.